# SR サイタマノラッパー2 女子ラッパー☆傷だらけのライム
『SR サイタマノラッパー2 女子ラッパー☆傷だらけのライム』（えすあーるサイタマノラッパーツー じょしラッパーきずだらけのライム）は2010年に公開された日本映画。2009年に公開された『SR サイタマノラッパー』の続編。2009年の第19回ゆうばり国際ファンタスティック映画祭オフシアター・コンペティション部門でグランプリを獲得し、そのグランプリの副賞である次回作支援で制作された。
舞台を埼玉県から群馬県に移し、前作同様の東京に隣接する北関東エリアである群馬に住んでいる、音楽を愛する20代後半の女性たちが直面する理想と現実のギャップを描いた作品。
ちなみに、舞台は群馬県となっているが、ロケ地の多くは埼玉県内である。

## あらすじ
埼玉のラッパーSHO-GUNGのIKKUとTOMは、今は亡き、タケダ先輩が生前に“伝説のライブ”を行ったといわれる群馬の田舎（こんにゃくが名産なことから設定は群馬県西部地域の田舎と思われる）を訪れ、実家のこんにゃく屋で働く女アユムに道を尋ねる。
アユムは、かつて高校生の時に“伝説のライブ”に参加していたタケダ先輩の一番弟子と自称する女子ラッパーだった。忘れていたラッパーの夢を思い出し、偶然にも旅館が借金まみれで東京から帰ってきたミッツー、ソープ嬢のマミー、走り屋のクドー、父が市長選挙で忙しいビヨンセらと再会し、ライブを再び夢見て活動の再開を目指す。高校時代に結成し5人組ラップ・グループ“B-hack”ははたして復活することができるのか？レコード屋もお金も彼も無し、そんなさえないアラサー女子ラッパーたちの夢は実現するのだろうか？高校生の頃の夢と、今それぞれがおかれているリアルな困難と別れ。そんな20代後半女子の夢と日常を時に切なく、コミカルに描く。

## キャスト
- アユム：山田真歩
- ミッツー：安藤サクラ
- マミー：桜井ふみ
- ビヨンセ：増田くみ
- クドー：加藤真弓
- MC IKKU：駒木根隆介
- MC TOM：水澤紳吾
- アユムの父：岩松了
- DJ T.K.D：上鈴木伯周
- 劉くん - 杉山彦々
- 高原知秀
- 今井隆文
- 向野章太郎
- 高頭祐樹
- 高橋秀行
- 清水優
- 永岡佑

## スタッフ
- 製作：畠中達郎、澤田直矢、國實瑞惠、入江悠
- プロデューサー：綿野かおり、入江悠、遠藤日登思
- エグゼクティブプロデューサー：外川康弘
- 監督・脚本：入江悠
- 撮影・照明：三村和弘
- 音楽：岩崎太整
- ラップ指導：上鈴木伯周、上鈴木タカヒロ
- 録音・MA：山本タカアキ
- 制作：アミューズ、ゆうばり国際ファンタッスティック映画祭実行委員会、NORAINU FILM
- 配給：ティ・ジョイ

## エピソード
- 本編の河原で登場するタケダ岩は、地元の中島建設が作ったハリボテである。撤去時に岩泥棒と警察に通報された[1]。現在は深谷シネマで保管されている。
- 本編で主人公のアユムが着ている蒟蒻屋の制服（Tシャツ）は、埼玉県寄居町に実在する蒟蒻屋「大黒屋商店」の制服である。映画の撮影もこの店でおこなわれた。サイタマノラッパーファンが「大黒屋商店」の通販で蒟蒻やTシャツを注文するという現象も起きている[2]。
- エンディングで登場する渓谷沿いの道は群馬県下仁田にある河原。希望の印象を表すために、日の出にあわせて撮影された[3]。

## 受賞歴
- 2010年 第10回ドイツ“NIPPON CONNECTION”デジタルアワードノミネート
- 2010年 ニューヨーク・アジアン・フィルムフェスティバル（アメリカ）招待上映
- 2010年 第14回富川国際ファンタスティック映画祭　招待上映
- ぴあ初日満足度ランキングで第1位
- 2010年 ライムスター宇多丸のウィークエンドシャッフル内　ザ・シネマハスラー全映画ランキング総合9位
- 第84回キネマ旬報ベスト・テン 助演女優賞 安藤サクラ（『ケンタとジュンとカヨちゃんの国』『TORSO』『SR サイタマノラッパー2 女子ラッパー☆傷だらけのライム』）